# San Bernadino (piosenka)
San Bernadino – piosenka brytyjskiego zespołu Christie, wydana w 1970 roku.
W tym samym roku grupa podbiła światowe listy przebojów z piosenką „Yellow River”, który dotarł do pozycji 1. zestawień w Wielkiej Brytanii, Irlandii, Norwegii oraz Belgii.

## Listy przebojów
Singiel, na fali poprzedniego światowego hitu, odniósł umiarkowany sukces na listach przebojów, gdzie jedynie w Szwajcarii dotarł do 1. miejsca. Poprzednia mała płyta dotarła tam jedynie do miejsca 4.
| Kraj              | Lista (1970)         | Pozycja |
| ----------------- | -------------------- | ------- |
| Szwajcaria        | Schweizer Hitparade  | 1       |
| Niemcy            | Media Control Charts | 5       |
| Austria           | Ö3 Austria Top 40    | 8       |
| Norwegia          | VG-lista             | 5       |
| Irlandia          | Irish Singles Chart  | 4       |
| Wielka Brytania   | UK Singles Chart     | 7       |
| Stany Zjednoczone | „Billboard” Hot 100  | 100     |

## Błąd wydawniczy
- Hiszpańskie wydawnictwo, które opublikowało singiel błędnie go zatytułowało „San Bernardino” (uzupełniono o literę „r”). Powodem tego były zapewne występujące na całym świecie nazwy geograficzne, które zasugerowały wydawcom hiszpańskim modyfikację nazwy singla[13].